# 皮德索斯尼夫
49°45′13″N 24°21′12″E / 49.75361°N 24.35333°E
皮德索斯尼夫（羅馬化：Pidsosniv）是烏克蘭西部利維夫州利維夫區達維迪夫市鎮的村莊。該村面積1.09平方公里，海拔高度257米，2001年人口178，人口密度每平方公里163.3人。